# روبرت كيندريك
روبرت كيندريك (بالإنجليزية: Robert Kendrick)‏ (مواليد 15 نوفمبر 1979) لاعب كرة مضرب أمريكي، محترف منذ 1999.

## وصلات خارجية
- روبرت كيندريك على موقع رابطة محترفي التنس (الإنجليزية)
- روبرت كيندريك على موقع الاتحاد الدولي لكرة المضرب (الإنجليزية)
- روبرت كيندريك على موقع خلاصة التنس.كوم (الإنجليزية)
- روبرت كيندريك على موقع إي إس بي إن.كوم (الإنجليزية)

- معلومات عن اللاعب